# Chabris
Chabris és un municipi francès, de la regió de Centre - Vall del Loira i del departament de l'Indre.

## Fills il·lustres
- Luc Montagnier (1932 -) metge, Premi Nobel de Medicina o Fisiologia de l'any 2008.